# Битва под Финтой
Битва под Финтой (17 [27] мая 1653 года) — сражение, произошедшее близ села Финта между Валахской армией господаря Матея Басараба, поддержанного трансильванскими, сербскими и польскими наёмниками, и объединённой молдавско-казацкой армией под командованием молдавского господаря Василия Лупу и наказного гетмана Тимоша Хмельницкого. Произошла у села Финта вблизи столицы Валахии Тырговиште (Торговище).
Казацко-молдавское войско потерпело поражение, которое поставило крест на попытках Богдана Хмельницкого включить Молдову в сферу влияния Войска Запорожского, а также не только на попытке Лупу занять престол Валахии, но и на его власти в Молдове, так как вскоре после битвы он был изгнан. После одержанной решительной победы в этом сражении валахи начали оккупацию Ясс и осаду Сучавы.

## Введение
18 апреля 1653 года запорожское войско под предводительством Тимоша Хмельницкого выступило в поход на помощь Василию Лупу против Валахии. Вернувшись с помощью зятя в столицу Яссы, Василий Лупу решил воспользоваться присутствием украинских полков для захвата Валахии. 9 мая украинско-молдавское войско по приказу Тимоша перешло границу Валахии, встретив серьёзное сопротивление соединённых трансильванско-валашских сил
.
22 мая украинско-молдавское войско разгромило 9000 валашских конников во главе с великим спатаром Дику Буеску под Фокшанами, но в бою 26 мая у реки Тележина валахи дали жёсткий отпор, в бою погибли два казачьих сотника. 27 мая дошло до встречи главных сил противоборствующих армий у села Финта на реке Яловица, недалеко от столицы Валахии Торговище.

## Силы сторон
Грушевский приводит следующие данные о количестве казацко-молдавского войска:
«Царьградский резидент Ренигер, по словам турецкого атташе Ибрагим-аги, который был при воеводе Мате и следил за всем, чтобы дать подробный отчёт дивану, предоставляет следующие подробности: с Тимофеем было 30 тысяч казаков и 5 тысяч других войск, в том числе и татары; Лупу кроме своих валахов имел две тысячи немецких мушкетёров и 36 орудий; всего войска у них было до 40 тысяч».
Возможно, у Тимоша и было 30000 казаков в начале похода, но известно, что Уманский и Корсунский полки вернулись из-под Ясс назад в Умань, где Богдан Хмельницкий концентрировал свои главные силы. Тогдашний польский корреспондент «Gazette de France» писал о 20 тысячах союзного войска. В современной работе войско Хмельницкого и Лупу оценивается так: 16000 казаков, 2000 татар и 4000 молдаван, до 20 орудий (11 казацких с Украины, 6 трофейных валашских и несколько молдавских).
Валахия при максимальном напряжении усилий могла выставить 30-тысячное войско, но в этой кампании валашское войско было гораздо меньше. Оно включало боярское ополчение, левенцев (наёмных молдавских конников восточного образца), пехоту, состоявшую из драбантов (валахов) и сейменов (пехоты по турецкому образцу, вооружённой аркебузами). Ценной вооружённой силой войска Матвея Басараба была наёмная венгерская и польская конница. Не исключено также, но сомнительно, что Матвея Басараба поддерживали 500 трансильванских воинов, посланных князем Дьёрдем II. Общая численность валашского войска была не менее 15-16 тысяч человек с 12 пушками, но могла и превосходить казацко-молдавское войско численно.

## Битва
Господарь валашский, используя удобный рельеф, решил дать оборонительное сражение. Его боевое построение опиралось на одном фланге на реку Яломица (Яловица), а с другой — на поток Жинтой (Гинта) с болотистыми берегами. На правом крыле стояли надворные войска и боярское ополчение с отрядом пехоты (сейменов). Сам господарь стал с наёмниками, драбантами и вторым отрядом сейменов с пушками впереди. На левом крыле стояли наёмные польские хоругви конницы. Командование над правым крылом занял Георгий Стефан, над левым — великий спатар Дику Буэску.
Тимош Хмельницкий, командовавший казацко-молдавским войском, не проявил осмотрительности своего противника. Он не согласился на предложение Лупу дать войску отдохнуть день-два после боя 26 мая и приказал форсированным маршем наступать на врага. Марш включал необходимость переправы через болотистый потока Жинтоя. Казацкие полковники не решились противоречить гетману.
Другой ошибкой было отсутствие разведки вражеских сил. В отличие от предыдущих схваток, валашская армия имела отряды конницы, качественно существенно превосходившие конницу Хмельницкого. Это преимущество можно было нивелировать, используя преимущество казаков в огнестрельном оружии: как показали предварительные схватки, валахи отмечались малой устойчивостью к обстрелу. Но такое решение требовало атаки казацким лагерем.
Между тем Тимош разделил армию на три части с отдельными лагерями. Более того, не было сотрудничества между казачьей и молдавской частями войска. После перехода через Жинтой молдаване заняли левое крыло, то есть оказались напротив сейменов и валашской конницы. Казаки заняли центр и правое крыло. Они не смогли связать стоявших на левом фланге армии Басараба польских и венгерских отрядов, которые вследствие того смогли провести решительную атаку.
Господарь валашский не торопился вступать в сражение, несколько часов находясь в ожидании того, что первое движение сделает казацко-молдавское войско, позволяя им перейти Жинтой. Лупу настаивал, чтобы бой начали казаки, но Тимош приказал молдаванам первым атаковать врага.
«Но Тимофей не хотел покидать своего лагеря. Пусть, говорит, молдавские витязи (vitezii Moldoveni) без нас бьют Мунтян!».
После короткого поединка между молдавской и валашской конницей Лупу ввёл в бой свой отряд немецкой пехоты, который хотя и насчитывал едва ли 100 солдат, но, ведя обстрел из мушкетов, рассеял сейменов (могло проявиться преимущество ружей над аркебузами). Пользуясь этим, конница молдаван разбила валашскую конницу правого крыла войска Басараба и бросилась грабить лагерь валахов. Однако Тимош не поддержал успех союзника, позволяя противнику привести в порядок свои боевые порядки.
Басараб лично повёл в контратаку свою отборную пехоту при поддержке орудий и конного резерва. Молдавская конница бросилась в бегство, а пехота Лупу понесла большие потери, в том числе погиб её командир-поляк. Лишь после поражения своего левого крыла Хмельницкий бросил Лупу на помощь немного пехоты с пушками, а сам двинулся на неприятельской центр. Но эта атака была проведена топорно. Тимофей не обеспечил защиты от атаки польских хоругвей левого крыла валашского войска. Кроме того, валашская конница, разбившая молдаван, успела вернуться в центр.
Казацкий авангард потеснил валахов, но потерял связь со своим лагерем. Со стороны казалось, что казаки побеждают, когда Басараб получил ранение в колено. Но в этот момент ударили на казаков конные хоругви валашского левого крыла. Казаки в замешательстве побежали. Застигнутый врасплох таким оборотом ситуации, Тимош, по сути, прекратил командование сражением. К тому же началась буря с ливнем, полностью рассеявшая молдаван, которые ещё оставались на поле боя, и сделавшая невозможным создание единого казацкого лагеря.
Валашский господарь использовал бурю для подтягивания под казацкий лагерь своей артиллерии и начал сильный обстрел. Казацкая конница не выдержала его и вместе с Тимошем, Лупу, полковниками Богуном, Носачом и всеми старшинами бежала с поля боя. Побег имел панический характер, о чём лучше всего свидетельствует тот факт, что был выбран тяжёлый и долгий путь через Браилов и Галац. Не удалось избежать серьёзных потерь, потому что валашская конница, ведя погоню на болотистой территории, уничтожила много беглецов-казаков и молдаван.
В лагере остались казацкая и немецкая пехота, а также сеймены Лупу. Казаки выбрали новую старшину и под её руководством защищались в лагере до вечера. Ночью казаки подожгли повозки и попытались вырваться из окружения. Несколько источников говорят о том, что им это удалось, но большинство утверждает, что после долгого боя лагерь был взят и, за исключением татар и молдаван, все защитники были казнены. Говорят о гибели в битве 5000 казаков и казни 2000 запорожцев. К тому же известно, что почти ещё столько же казаков попали в плен, при этом часть их была послана в подарок турецкому визирю, который отпустил их на Украину. За их исключением из погрома спаслось едва ли 500 казаков.
Причиной поражения казацко-молдавского войска были прежде всего действия Тимоша Хмельницкого. Но, кроме того, к победе Басараба присоединились давно известные казакам высокие боевые качества польской конницы, неожиданно высокая устойчивость валашских сейменов в бою против казаков (сеймены не только могли успешно обороняться, но и переходить к успешным контратакам), а также умелое управление валашской артиллерией.
Украинские историки нередко сваливают вину за поражение казацкого войска на союзников:
«Вследствие измены молдаван (перешедших на сторону Стефана Герогия и его союзников) и разрушительных последствий смерча с дождём, который обрушился на украинский лагерь, Тимош Хмельницкий и Василий Лупу потерпели поражение».

## Последствия
Катастрофа под Финтой фактически определила исход кампании в Молдове. Хотя Тимош получил подкрепление с Украины, на помощь Басарабу открыто пришла Речь Посполитая, и чаши весов решительно качнулись против казаков. В конце 1653 года Тимош погиб, а Лупу стал до конца жизни изгнанником.
Матею Басарабу, который показал себя осторожным, но не блестящим полководцем, битва принесла не только славу и влияние над Молдовой, но также и рану в колено, от которой он не вылечился до самой смерти (это произошло 19 апреля 1654 года). Жителям Валахии битва принесла только страх перед возможной казацкой местью, о котором свидетельствовал ещё Павел из Алеппо весной 1654 года.